# Житенёв, Владислав Сергеевич
Владисла́в Серге́евич Житенёв (род. 16 июня 1976, Москва) — российский историк и археолог, доктор исторических наук (2017), доцент МГУ. Область научных интересов — палеолит Европы; условия адаптации групп охотников-собирателей в горно-лесных регионах Европы; палеоэкологические реконструкции (взаимодействие Человек — Природное окружение); палеолитическое искусство.

## Биография
Окончил кафедру археологии Исторического факультета МГУ в 1998 году. В 1997, 2000 гг. работал в археологической экспедиции и ряде французских университетов и музеев для изучения современных методов палеоэкологических исследований. В 2000 г. защитил кандидатскую диссертацию на тему «Культ медведя в палеолите Европы». С 1988 г. участвует в полевых исследованиях. С 1999 года по настоящее время — руководитель Южно-Уральской археологической экспедиции МГУ, изучающей пещерные памятники Южного Урала, в том числе Капову и Игнатьевскую пещеры. Занимается исследованиями Каповой (Шульган-Таш) пещеры с 2004 года. В июле 2009 года обнаружил древние погребения в Купольном зале (межовская культура, поздний бронзовый век). В настоящее время работает над проблемами консервации пещерной живописи.
Преподает в МГУ, читает лекции по археологии.

## Основные публикации
- Пещерное монументальное искусство и «ритуальные медвежьи комплексы» верхнего палеолита // 60 лет кафедре археологии МГУ им. М. В. Ломоносова. М., 1999.
- Археозоологические критерии «ритуальных медвежьих комплексов» верхнего палеолита // Святилища (археология ритуала и вопросы семантики). СПб., 2000.
- Специализация охоты и костные остатки пушных животных на верхнепалеолитических памятниках Восточной Европы // Кам’яна доба України, вип. 4. До 130-річчя вшдкриття Гінцівської стоянки. Киев, Полтава, 2003.
- Череп пещерного медведя (Ursus spelaeus) с нарезками и следами охры из пещеры Сикияз-Тамак I (Южный Урал) // Современные проблемы археологии России, Т.1 (Материалы Всероссийского археологического съезда, 2006), Новосибирск, 2006.
- Верхний палеолит бассейна реки Ай (Южный Урал): Перспективы исследований. // Материалы XVII Уральского Археологического Совещания. Екатеринбург, 2007.
- Пещера Ключевая (р. Юрюзань, Южный Урал): новые материалы позднепалеолитического времени // Материалы XVII Уральского Археологического Совещания. Екатеринбург, 2007.
- Подвески из зубов животных ранней и средней эпох верхнего палеолита Русской равнины // Проблемы археологии каменного века (к юбилею М. Д. Гвоздовер). М., 2007.
- Ожерелье из зубов песца Зарайской стоянки // Человек, адаптация, культура. М.-Тула: 2008. (В сооавт. c А. В. Трусовым)
- Верхний палеолит Южного Урала: к 70-летию исследований С. Н. Бибикова // С. Н. Бибиков и первобытная археология. СПб., 2009.
- Предварительные результаты мониторинга и проблемы сохранности археологического комплекса Каповой пещеры // Природное и культурное наследие Южного Урала как инновационный ресурс. — Материалы Всероссийской научно-практической конференции, посвященной 50-летию открытия А. В. Рюминым палеолитической живописи в пещере Шульган-Таш (Каповой) (26-28 октября 2009 г.). Уфа, 2009.

## Учебные курсы
- «Основы археологии» (общий курс, раздел «Каменный век»)
- Спецкурсы: «Искусство палеолита Европы», «Введение в зооархеологию»